# La Chapelle-au-Riboul
Pour les articles homonymes, voir La Chapelle.
La Chapelle-au-Riboul est une commune française, située dans le département de la Mayenne en région Pays de la Loire. En 2022, elle était peuplée de 503 habitants (les Chapellois).
La commune fait partie de la province historique du Maine, et se situe dans le Bas-Maine.

## Géographie
La commune est au nord-est du Bas-Maine. Son bourg est à 10 km au nord-ouest de Bais, à 10 km au sud du Horps, à 13 km à l'ouest de Villaines-la-Juhel et à 15 km à l'est de Mayenne.
Couvrant 1 310 hectares, le territoire de La Chapelle-au-Riboul est le moins étendu du canton du Horps.
Le point culminant (255 m) se situe en limite nord, près du lieu-dit la Landelle. Le point le plus bas (137 m) correspond à la sortie de l'Aron du territoire, à l'ouest. La commune est bocagère.

### Communes limitrophes
| Marcillé-la-Ville | Hardanges             | Hardanges     |
| Marcillé-la-Ville | La Chapelle-au-Riboul | Hardanges     |
| Grazay            | Hambers               | Champgenéteux |

### Climat
Pour des articles plus généraux, voir Climat des Pays de la Loire et Climat de la Mayenne.
En 2010, le climat de la commune est de type climat océanique altéré, selon une étude du CNRS s'appuyant sur une série de données couvrant la période 1971-2000. En 2020, Météo-France publie une typologie des climats de la France métropolitaine dans laquelle la commune est exposée à un climat océanique et est dans la région climatique  Moyenne vallée de la Loire, caractérisée par une bonne insolation (1 850 h/an) et un été peu pluvieux. 
Pour la période 1971-2000, la température annuelle moyenne est de 10,8 °C, avec une amplitude thermique annuelle de 13,7 °C. Le cumul annuel moyen de précipitations est de 834 mm, avec 13 jours de précipitations en janvier et 7,4 jours en juillet. Pour la période 1991-2020, la température moyenne annuelle observée sur la station météorologique de Météo-France la plus proche, sur la commune du Horps à 9 km à vol d'oiseau, est de 11,1 °C et le cumul annuel moyen de précipitations est de 857,1 mm,. Pour l'avenir, les paramètres climatiques de la commune estimés pour 2050 selon différents scénarios d'émission de gaz à effet de serre sont consultables sur un site dédié publié par Météo-France en novembre 2022.

## Urbanisme

### Typologie
Au 1er janvier 2024, La Chapelle-au-Riboul est catégorisée commune rurale à habitat dispersé, selon la nouvelle grille communale de densité à sept niveaux définie par l'Insee en 2022.
Elle est située hors unité urbaine. Par ailleurs la commune fait partie de l'aire d'attraction de Mayenne, dont elle est une commune de la couronne,. Cette aire, qui regroupe 27 communes, est catégorisée dans les aires de moins de 50 000 habitants,.

### Occupation des sols
L'occupation des sols de la commune, telle qu'elle ressort de la base de données européenne d’occupation biophysique des sols Corine Land Cover (CLC), est marquée par l'importance des territoires agricoles (92,3 % en 2018), en diminution par rapport à 1990 (95,3 %). La répartition détaillée en 2018 est la suivante : 
prairies (54 %), terres arables (37 %), forêts (3,9 %), zones urbanisées (3,8 %), zones agricoles hétérogènes (1,3 %). L'évolution de l’occupation des sols de la commune et de ses infrastructures peut être observée sur les différentes représentations cartographiques du territoire : la carte de Cassini (XVIIIe siècle), la carte d'état-major (1820-1866) et les cartes ou photos aériennes de l'IGN pour la période actuelle (1950 à aujourd'hui).

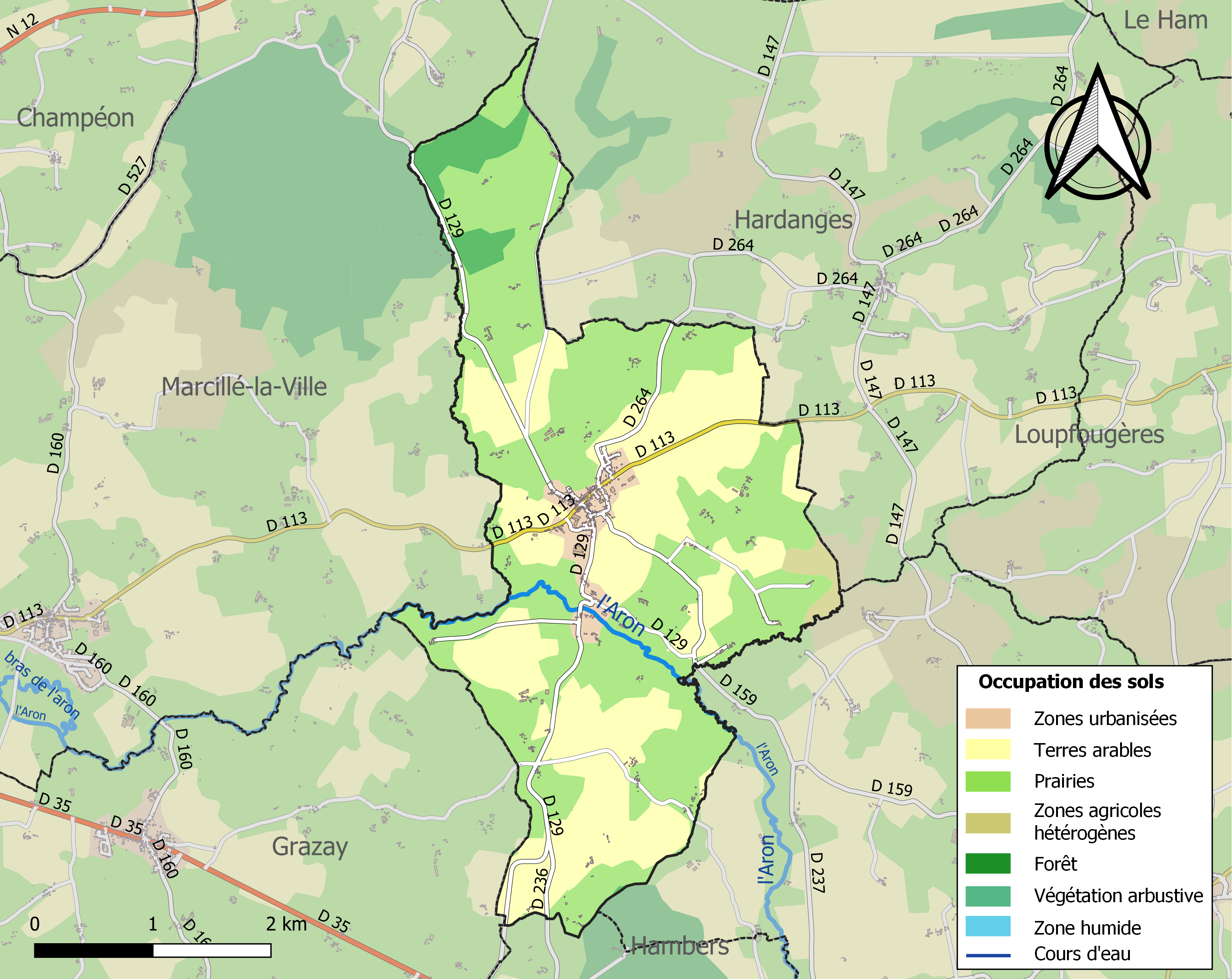
Carte des infrastructures et de l'occupation des sols de la commune en 2018 (CLC).

## Toponymie
Le nom de la localité est attesté sous la forme Capella Orrici Booul en 1271. Le toponyme Chapelle, désignant l'édifice destiné au culte — en référence à la chape de Martin de Tours —, est très commun en France. Orrici Booul est un nom de personne.

## Politique et administration
Le conseil municipal est composé de quinze membres dont le maire et trois adjoints.

## Démographie
L'évolution du nombre d'habitants est connue à travers les recensements de la population effectués dans la commune depuis 1793. Pour les communes de moins de 10 000 habitants, une enquête de recensement portant sur toute la population est réalisée tous les cinq ans, les populations de référence des années intermédiaires étant quant à elles estimées par interpolation ou extrapolation. Pour la commune, le premier recensement exhaustif entrant dans le cadre du nouveau dispositif a été réalisé en 2006.
En 2022, la commune comptait 503 habitants, en évolution de +0,4 % par rapport à 2016 (Mayenne : −0,73 %, France hors Mayotte : +2,11 %).
Au premier recensement républicain, en 1793, La Chapelle-au-Riboul comptait 1 229 habitants, population jamais atteinte depuis.
| 1793  | 1800  | 1806  | 1821  | 1831  | 1836  | 1841  | 1846  | 1851  |
| ----- | ----- | ----- | ----- | ----- | ----- | ----- | ----- | ----- |
| 1 229 | 1 189 | 1 151 | 1 178 | 1 137 | 1 181 | 1 164 | 1 174 | 1 143 |

| 1856  | 1861  | 1866  | 1872  | 1876  | 1881  | 1886  | 1891  | 1896  |
| ----- | ----- | ----- | ----- | ----- | ----- | ----- | ----- | ----- |
| 1 186 | 1 101 | 1 177 | 1 164 | 1 174 | 1 126 | 1 095 | 1 047 | 1 008 |

| 1901 | 1906 | 1911 | 1921 | 1926 | 1931 | 1936 | 1946 | 1954 |
| ---- | ---- | ---- | ---- | ---- | ---- | ---- | ---- | ---- |
| 980  | 964  | 914  | 827  | 790  | 808  | 821  | 784  | 791  |

| 1962 | 1968 | 1975 | 1982 | 1990 | 1999 | 2006 | 2011 | 2016 |
| ---- | ---- | ---- | ---- | ---- | ---- | ---- | ---- | ---- |
| 634  | 567  | 491  | 442  | 452  | 448  | 500  | 515  | 501  |

| 2021 | 2022 | - | - | - | - | - | - | - |
| ---- | ---- | - | - | - | - | - | - | - |
| 504  | 503  | - | - | - | - | - | - | - |

## Lieux et monuments
- Église de l'Annonciation (XIXe siècle), néo-romane.

## Personnalités liées à la commune
- Guillaume Le Métayer dit Rochambeau (1763-1798), chef chouan de la Mayenne, y a résidé.
- Henri Perly (1928-2023), coureur cycliste, y est né.